# Fox Arena
Fox Arena (anteriormente Arena) es un canal de televisión por cable y satélite australiano disponible en las plataformas de suscripción Foxtel, Austar, y Optus TV.

## Historia
A final de los 90, Arena tenía de eslogan «The Art of Television» («El Arte de la Televisión»). Emitía programas variados, incluyendo la serie británica Coronation Street, y películas de terror de culto y ciencia ficción presentadas por Tabitha Cutterbuck. Incluía programas de E! antes del lanzamiento de E! en Australia.
El 1 de marzo de 2001 fue relanzando, centrándose en programas de entrevistas y famosos.
| Eslogan                                                  | Año(s)          |
| -------------------------------------------------------- | --------------- |
| The Art of Television (El Arte de la Televisión)         | 1995–2001       |
| Get Into It (Entra Dentro)                               | 2001–2005       |
| Great TV Any time (Gran Televisión en Cualquier Momento) | 2005–2008       |
| Watch What Happens (Mira lo que Sucede)                  | 2008 – presente |

El 31 de julio de 2005, su look fue otra vez actualizado, con un nuevo logo y un nuevo eslogan, «Great TV Any time» («Gran Televisión en Cualquier Momento»).
Era propiedad y funcionado por XYZnetworks hasta el 1 de octubre de 2007 cuando la gestión y programación pasaron a manos de Foxtel, con XYZ Networks aún conservando la propiedad.
En abril de 2008, Foxtel anunció una asociación con Universal Networks International, donde Arena sería re-bautizada como una versión australiana del canal de televisión estadounidense Bravo, emitiendo series originales del canal, y adoptando una variación de la marca de Bravo y de su eslogan, pero conservando el nombre previo de Arena.
El 1 de junio de 2010, Arena TV cambió de programación de pantalla ancha de estándar 4:3 a 16:9. Muchos de los programas de Arena como Gilmore Girls, Two and a Half Men, How I Met Your Mother y One Tree Hill entre otros son emitidos originalmente en pantalla ancha. El cambio de Arena TV a pantalla ancha es parte del plan de Foxtel para tener todos los canales en pantalla ancha para finales de 2010.

## Programación

### Programación Actual

#### Programación Original
- Project Runway Australia
- The Real Housewives of Melbourne

#### Programación Adquirida
- 2 Broke Girls
- 24 Hour Catwalk
- Bethenny
- Bridezillas
- Days of Our Lives[8]
- Dukes of Melrose
- Drama
- The Ellen DeGeneres Show
- Entertainment Tonight
- Flipping Out
- Go Girls
- I Dream of NeNe: The Wedding
- It's a Brad, Brad World
- Jeopardy!
- Katie
- The L Word
- Mike & Molly
- Million Dollar Listing Los Angeles
- Million Dollar Listing New York
- Millionaire Matchmaker
- The New Atlanta
- The New Normal
- Project Runway
- Property Envy
- The Rachel Zoe Project
- The Real Housewives of Atlanta
- The Real Housewives of Beverly Hills
- The Real Housewives of Miami
- The Real Housewives of New York City
- The Real Housewives of Orange County
- The Real Housewives of New Jersey
- Sex and the City
- Shahs of Sunset
- Shortland Street
- Styled by June
- Suburgatory
- Tabatha's Salon Takeover
- Tamra's OC Wedding
- Top Chef
- Top Chef Masters
- Vanderpump Rules
- The Young and the Restless

### Antigua Programación

#### Programación Original
- Confidential
- WAG Nation

#### Programación Adquirida
- The Amazing Race (movido a FOX8)
- Bethenny Getting Married
- Divorce Court
- Don't Trust the B---- in Apartment 23
- Double Exposure
- Gilmore Girls (movido a 111 Greats)
- How I Met Your Mother (movido a TVH!TS[9])
- Jerry Springer
- Kathy Griffin: My Life on the D-List
- Louie Spence's Showbusiness
- Maury Povich
- The Nate Berkus Show
- One Tree Hill (moved to 111 Greats)
- The Price Is Right (US Version)
- The Real Housewives of D.C.
- The Real Housewives of Vancouver
- Rita Rocks
- Secret Diary of a Call Girl
- Shear Genius
- Thintervention with Jackie Warner
- Tim Gunn's Guide To Style
- Top Chef: Just Desserts
- Top Design
- Tori & Dean: Home Sweet Hollywood
- Ugly Betty
- The View
- Weeds (movido a SoHo)
- Work Out